# Santiago (Galapagos)
Santiago (San Salvador, ang. James)  – wyspa w archipelagu Galapagos, należącym do Ekwadoru. Jest czwartą pod względem powierzchni wyspą archipelagu. Angielska nazwa upamiętnia króla Jakuba II; nazwa Santiago jest hiszpańską formą imienia Jakub. Wyspa jest bezludna.

## Warunki naturalne

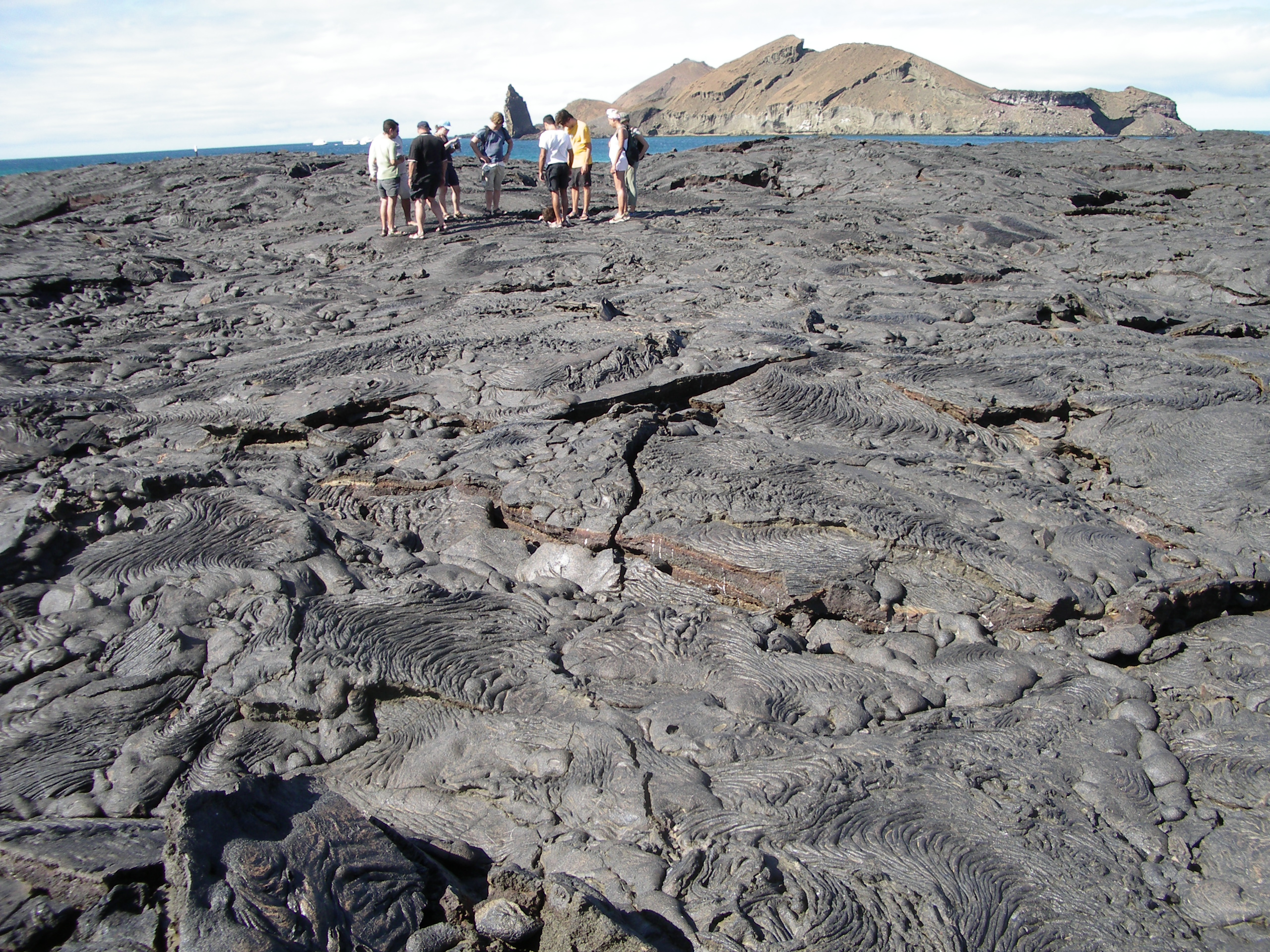
Zastygła lawa trzewiowa na wybrzeżu wyspy

Jest to wyspa wulkaniczna, jej najwyższym punktem jest szczyt wznoszącego się na 905 metrów n.p.m. wulkanu tarczowego. Stożek wulkaniczny wypełnia jezioro słone; w latach 20. i 60. XX wieku wydobywana była z niego sól.
Na Santiago występuje kilka roślin z rodzaju Scalesia (astrowate) endemicznych dla Galapagos, jak Scalesia pedunculata i Scalesia stewartii; prócz tego m.in. Galvezia leucantha (babkowate).

## Fauna
W związku z próbami kolonizacji i działalnością wydobywczą, na wyspę dostały się zawleczone przez ludzi zwierzęta, stanowiące zagrożenie dla lokalnego ekosystemu. Na Santiago występuje lokalny podgatunek żółwia słoniowego, Chelonoidis nigra darwini, któremu zagrażały zdziczałe świnie, wytępione dopiero w 2000 roku. Zagrożone żółwie są rozmnażane w ośrodku rozrodczym na wyspie Santa Cruz; dyrekcja Parku Narodowego Galapagos od 1975 roku sprowadziła na Santiago 1033 żółwie z podgatunku darwini.
Dzięki skutecznemu programowi eradykacji zawleczonych gatunków (do 2006 usunięto zdziczałe osły i kozy) na wyspę powrócił derkaczyk galapagoski (Laterallus spilonota). Endemiczny gatunek gryzonia z Santiago, Nesoryzomys swarthi, do lat 90. XX wieku był uznawany za wymarły na skutek konkurencji ze strony inwazyjnych szczurów śniadych i myszy domowych; kilka małych populacji jednak przetrwało. Na wyspie występuje jaszczurka Microlophus albemarlensis.
Wyspa jest niezamieszkana, ale turyści mogą odwiedzać kilka miejsc. Można tam obserwować krajobraz ukształtowany przez wulkanizm i groty na wybrzeżu, w których schronienia przed słońcem szukają kotiki galapagoskie.

### Ostoja ptaków
W 2005 BirdLife International wyznaczyło na wyspie ostoję ptaków IBA o nazwie Tierras altas de Santiago („wyżyny Santiago”). Wymienia 14 gatunków kluczowych dla utworzenia ostoi. Prócz wspomnianego derkaczyka jest to również krytycznie zagrożony petrel galapagoski (Pterodroma phaeopygia). Dwa gatunki, myszołów galapagoski (Buteo galapagoensis) oraz derkaczyk galapagoski mają status narażonego, zaś pozostałe gatunki uznano za najmniejszej troski. Są to: derkacznik pstrodzioby (Neocrex erythrops), gołębiak plamisty (Zenaida galapagoensis), muchołap wielkodzioby (Myiarchus magnirostris), przedrzeźniacz blady (Mimus parvulus), darwinka czarna (Geospiza fortis), darwinka mała (G. fuliginosa), kłowacz papugodzioby (Camarhynchus psittacula), kłowacz mały (C. parvulus), kłowacz kaktusowy (C. pallidus), wegetariańczyk (Platyspiza crassirostris) oraz owadziarka zielona (Certhidea olivacea).